# Рамнульф I (граф Пуатье)
Рамнульф I (фр. Ramnulf (Ramnulfe); ок. 820 — 15 сентября 866) — граф Пуатье с 844 года, герцог Аквитании с 845 года; родоначальник династии Рамнульфидов.

## Биография

### Правление
Рамнульф I, сын графа Оверни Жерара и Ротруды, дочери императора Людовика I Благочестивого, в 844 году получил графство Пуатье после гибели Бернара II, женившись на его вдове Билишильде.
В 852 году король Западно-Франкского государства Карл II Лысый захватил Аквитанию, сместив своего племянника, короля Пипина II. Новым королём Аквитании Карл назначил другого племянника, Людовика Молодого, сына короля Восточно-Франкского королевства Людовика II Немецкого. Кроме того он восстановил титул «герцог Аквитании», который дал графу Пуатье Рамнульфу I. В октябре 855 года вместо Людовика Младшего Карл II назначил королём Аквитании своего малолетнего сына Карла Дитя, опекуном которого стал Рамнульф.
До 864 года Рамнульфу I пришлось бороться против Пипина II, стремившегося вернуть себе королевство. В 866 году Рамнульф участвовал в битве при Бриссарте против норманнов и умер от ран, полученных в ней. Поскольку его сын Рамнульф II в это время был ещё несовершеннолетним, король Карл II передал графство Пуатье его пасынку Бернару Готскому.

### Брак и дети
Жена: Билишильда, дочь графа Мэна Роргона I. Их дети:
- Рамнульф II (ранее 850 — 5 августа 890), граф Пуатье с 877 или 878 года, герцог Аквитании с 887 года
- Гозберт (умер в 892)
- Эбль (умер 2 октября 892), аббат Сен-Дени, архиканцлер Западно-Франкского королевства[2].